# Ojo por ojo
Ojo por ojo (Œil pour œil) est une telenovela américano-colombienne en langue espagnole écrite par Gustavo Bolívar produite par RTI Colombia pour Telemundo.
L’histoire est basée sur le roman de Laura Restrepo, "El Leopardo al Sol" ("Le léopard au soleil" en français), tout en empruntant des éléments de "Roméo et Juliette" de William Shakespeare.
Elle est diffusée entre le 14 décembre 2010 et le 3 mai 2011 sur Telemundo.

## Synopsis
L'assassinat d'Adriano Monsalve aux mains de son cousin Nando Barragán déclenche une guerre sans répit avec une explosion passionnée et fait de deux familles des ennemis parce que "le sang est payé avec du sang". Tous les membres des deux familles participent au combat, tuant des membres de la famille rivale, et se tiennent mutuellement avec une soif de vengeance sans fin. Ainsi, une chaîne de meurtres marque le présent et le passé de ces rivaux déclarés à mort. La haine est accrue grâce à la concurrence qui caractérise leurs entreprises illégales et les troubles du cœur, dans un pays où la justice est un droit d’honneur.
La guerre a été aveugle au nom de la dignité et de la valeur d'un nom de famille, mais lorsque Nando découvre que la seule femme qu'il a aimée fait maintenant partie de la famille Monsalve, il jure de la récupérer en tuant son mari, son ennemi et maintenant son rival d'amour. Ainsi, Many et Nando se lancent dans la lutte pour un cœur sans imaginer que leur héritage de vengeance et de haine commence à s’effondrer lorsque deux de leurs plus jeunes héritiers tombent amoureux l'un de l'autre, défiant ainsi les lois de leur patrimoine. Nadia et Arcángel entrent dans un amour interdit par des dettes de sang qui séparent deux noms de famille et unissent le désir de mettre fin à une vengeance sans temps ni espace.
Arcángel et Nadia vivent leur amour, mais la vie leur donne beaucoup de difficultés. Dans une bagarre due à la mort de Narciso Barragán, Nadia quitte Arcángel. Il n'accepte pas cela, alors il se rend dans la capitale pour la chercher, mais il est enlevé par Carrizo, un trafiquant de drogue qui avait des relations avec Nando Barragán. Nadia apprend qu'elle est enceinte et cherche Arcángel. Alors que le Barragán et le Monsalve sont arrêtés, Nando reçoit des nouvelles de l'enlèvement de son fils. Arcángel parvient à s'échapper des mains de Carrizo, mais tout le monde pense qu'il est mort. Barragán et Monsalve s'échappent de prison et Nadia rentre en ville, à la rencontre d'Alina.
La guerre entre les deux familles se poursuit, jusqu'au moment où Nando, Alina et Nadia, ainsi que Barragán vivant, sont présumés morts dans une attaque perpétrée par Monsalve dans laquelle la maison Barragán est incendiée. "Marcos" et "Magdalena" demeurent des survivants, que les Monsalve relâchent plus tard pour raconter comment leur famille a perdu la guerre. Severina meurt aux mains des membres de la famille de Monsalve.
Marcos et Magdalena rencontrent leurs familles à La Guajira et partent de là pour le Moyen-Orient, où ils seraient réfugiés par Zhamir, oncle de Nando. Une fois sur place, le fils de Zhamir pense que Nando va supprimer son poste dans l'entreprise de son père et informe les Monsalve que ses cousins sont en vie. Les trois Monsalves vivants (Many, Freppe et Tin), ainsi que Ferneli, l'intimidateur de la famille, se rendent au Moyen-Orient pour en finir définitivement avec leurs ennemis, les Barragán. Une fois sur place, les Monsalve entrent dans la maison de Zhamir et affrontent les Barragán pour la dernière fois, décidant de les encercler.
Ferneli poursuit Alina et Marcos, qui se trouvaient dans la chambre des bébés d'Alina et de Nando, mais sont arrêtés et tués par Nando Barragán. Pendant ce temps, Freppe poursuit Magdalena, Nadia et Arcángel, blessant ce dernier à la jambe et laissant Magdalena gravement blessée, après quoi elle commence à parler à Nadia du fait que pendant la guerre "les Monsalve tuent les Barragán". Cependant, lors de son dernier souffle, Magdalena répond "Barragán tue Monsalve", tuant Freppe d'un tir dans le dos. D'autre part, Tin s'en prend à Nadia et à Arcángel, mais est assassiné par celui-ci et, avec ses dernières paroles, avoue que son fils à Arcángel n'est pas mort, mais caché. À la fin, Many reste seul contre Nando, et après avoir parlé de la guerre et de ce qu’elle a fait à leurs familles,
Après cette dernière confrontation, les survivants regagnent la terre d'où ils étaient partis. Le fils d'Alina et Many Monsalve a grandi fort et grand, alors que Nando avait prédit la nuit où Many et lui-même s'étaient tués. Arcángel et Nadia ont localisé leur fils et sont ainsi devenus une famille heureuse. Arcángel et Nadia ont rejoint les morts des deux familles sur les conseils d'Alina, car selon elle, s'ils le faisaient, lorsque leur âme serait arrivée au ciel, Dieu serait confus et leur pardonnerait à tous.

## Distribution
- Gaby Espino : Alina Jericó Monsalve
- Miguel Varoni : Nando Barragán
- Gregorio Pernía : Manny Monsalve
- Carmen Villalobos : Nadya Monsalve
- Gonzalo García Vivanco : Arcángel Barragán
- Juan Carlos Vargas : Frepe Monsalve
- Marcelo Cezán : Narciso Barragán
- Óscar Priego : Hugo Monsalbe
- Ana Soler : Mona Barragán
- Oscar Borda : Tin Puyua
- Ramiro Meneses : Fernely
- Sara Corrales : Karina Muñoz
- Alberto Valdiri : Miguel Mendez
- Claudia Moreno : Magdalena Barragán "La Muda"
- Ines Oviedo : Milena Montes
- Héctor García Cortés (es) : Raca Barragán
- Linda Baldrich : Lorena Vivas
- Karina Laverde : Severina Barragán
- Paula Barreto : Melba Foucon
- Natalia Giraldo : Yomaira
- Francisco Bolívar : Marcos Barragán
- Lucy Colombia Arias : Roberta Caracola
- Roberto Cano : Adriano Monsalve
- Julio del Mar : Ito Monsalve
- Julian Diaz : Cachumbos
- Emerson Yañez : Simón Blaas
- Jacob Isaza : Diablo
- Martha Restrepo : Martha
- Alejandra Lugo : Marcela
- Carla Ramírez : Soledad Bracho
- Jose Luis Paniagua : Maelo
- Herbert King : Colonel Buitrago
- Yeimy Ramirez : Perla
- Nini Pabon : Monica
- Valeria Chagui : María
- Carmen Delgado : Doña Lupe
- Ricardo Abarca : Gustavo
- Graciela Doring : Doña Chavela